# Stepă

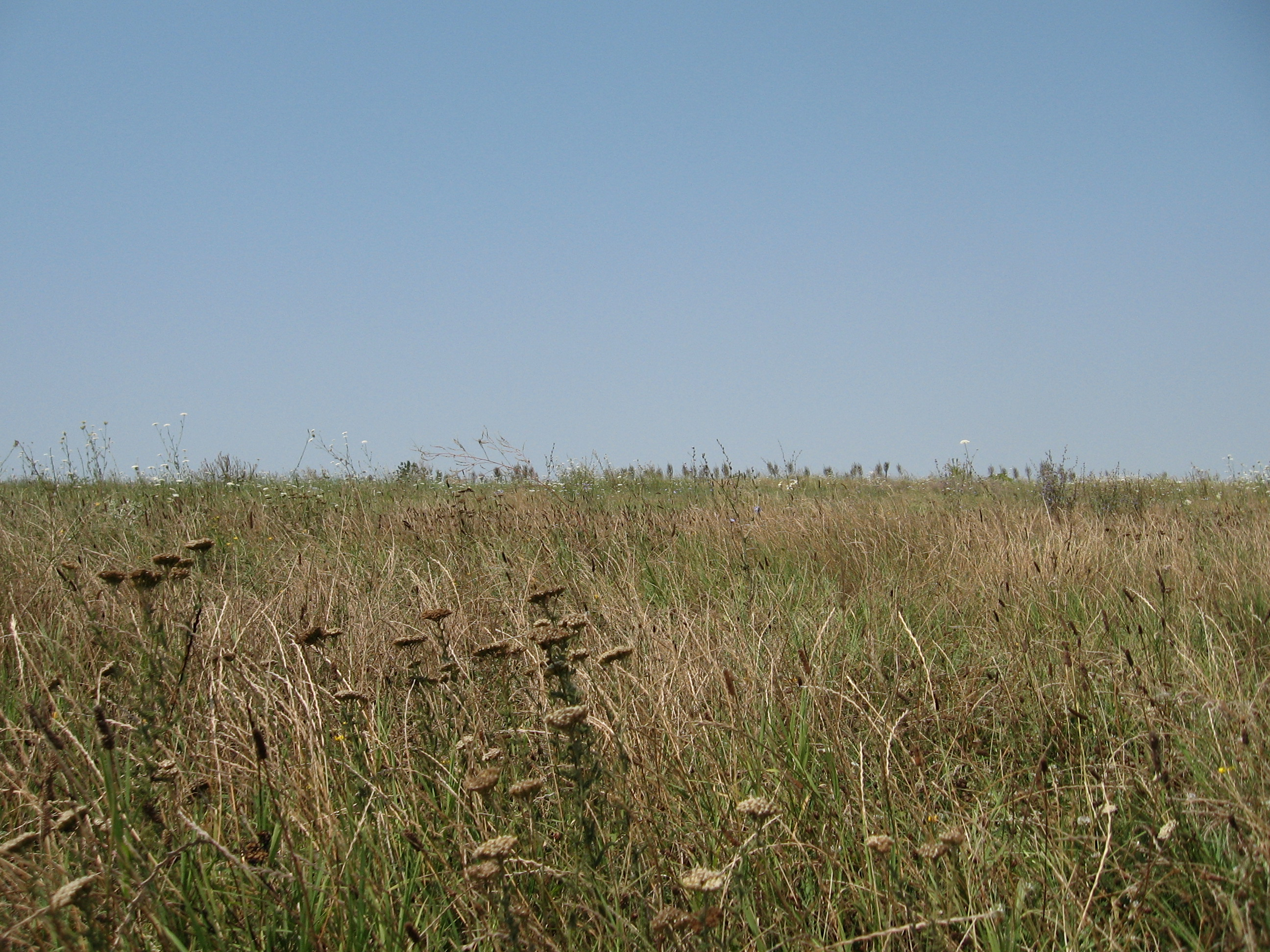
Peisaj de stepă din Câmpia Română

Stepa reprezintă o zonă de vegetație în care flora este reprezentată de plante ierboase și condițiile climaterice sunt semiaride. Stepele sunt caracteristice regiunilor euroasiatice, dar pot fi întâlnite, cu unele modificări, și în Africa, Australia, în America de Nord și în America de Sud. În România, regiuni de stepă sunt cele din estul Câmpiei Române, o parte din Dobrogea și un sector din sud-estul Podișului Moldovei.

## Biotop
Biotopul stepei este unul diferit de cel al pădurilor. Cad puține precipitații, nu mai mult de 400-600 mm pe an. Luminozitatea este ridicată. Temperatura medie iarna este de -10 °C...-5 °C, iar vara poate ajunge până la 30...35 °C.Stepele se dezvoltă pe soluri din clasa molisoluri, așa cum sunt: cernoziomuri, soluri cenușii și cafenii.

## Flora
Flora este dominată de graminee și din plante cu rizomi (care se dezvoltă rapid după ce apar condiții favorabile), dar și din tufărișuri și plante spinoase. Exemple: Avena sativa ovăz, Salvia officinalis salvie, Obione verrucifera colilie, Eryngium planum spinul vântului, etc. Arborii și arbuștii lipsesc din cadrul stepelor.

## Fauna
În stepe sunt comune rozătoarele și erbivorele, diverse specii de antilope, cai sălbatici și cămila cu două cocoașe; dintre păsări se remarcă dropia. În Asia de Est, componentă și ea a regiunii biogeografice palearctice, fauna este originală, cu tigrii siberieni, ursul panda uriaș (în munții din estul Tibetului). Animalul specific Asiei este dromaderul, originar fiind din stepele din jurul Mării Caspice. În India, fauna este în cea mai mare parte tropicală și se aseamănă cu cea a Africii. Se întâlnește: leul (în peninsula Kathiawar și sud-estul Iranului), tigrul (arhipelagul indonezian), șacalii și hienele (India). Maimuțele specifice sunt gibonul (prezent în nord-estul Indiei și în Myanmar) și urangutanul (prezent în insulele Sumatra și Borneo).

## În România

### Clima
Clima este austeră. Verile sunt calde și secetoase, iernile sunt friguroase. Temperatura medie anuală este cuprinsă între 10-11 °C. Amplitudinea termică anuală este în jur de 25 °C. Precipitațiile sunt reduse. Media anuală este de circa 500 mm. Precipitațiile cele mai abundente sunt primăvara și toamna (septembrie-octombrie) iar cele mai scăzute sunt vara (iulie-august) și toamna târziu spre iarnă (noiembrie-decembrie).

### Flora

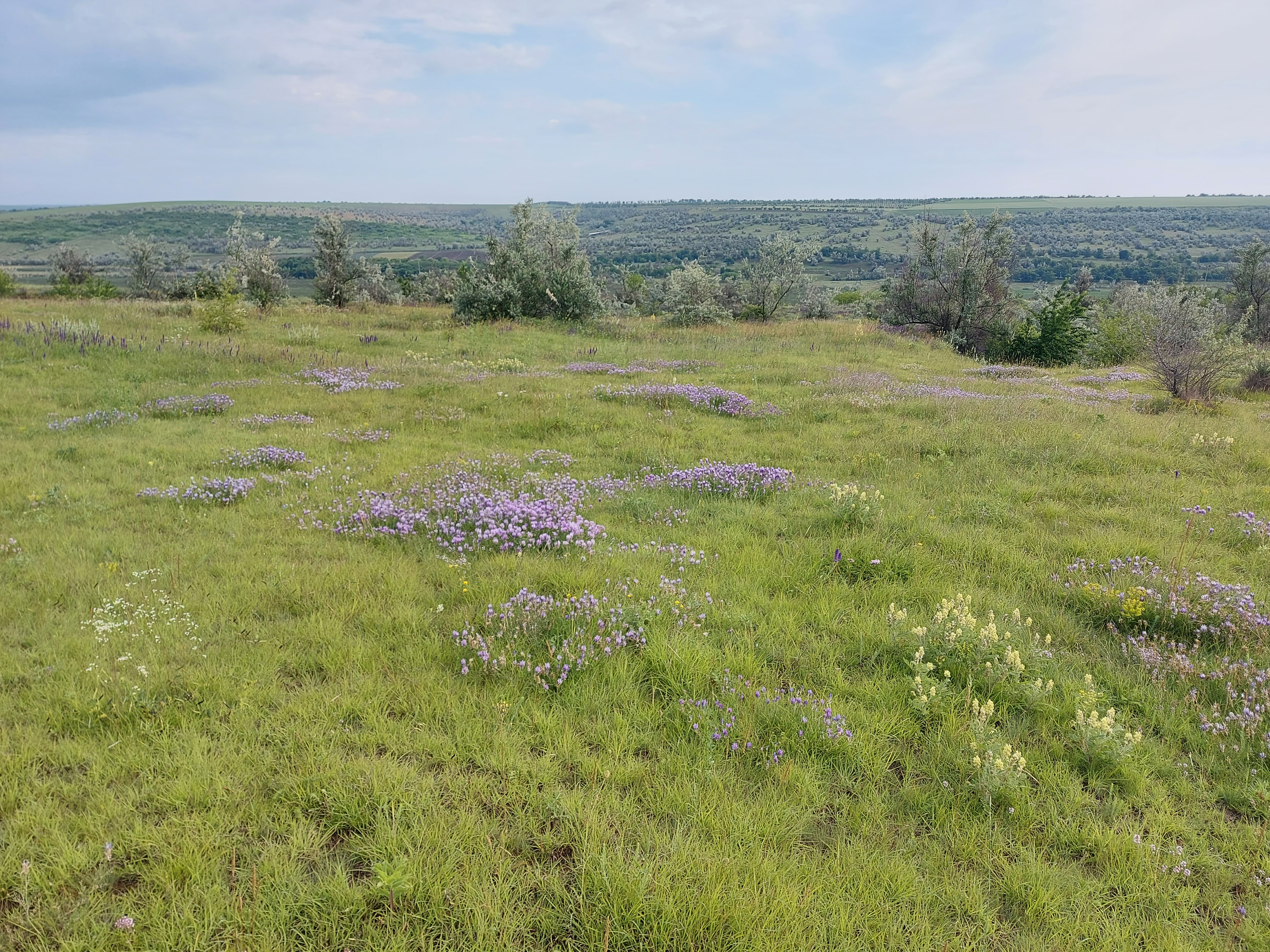
Vegetație de stepă la cariera de la Zaim, Căușeni

Flora stepei este diversificată grație solului brun deschis și soarelui puternic. Arbuștii sunt rari dominând iarba. Primăvara, stepa, deși aparent neospitalieră, prezintă un covor multicolor din care nu lipsesc stânjeneii de stepă (Iris pumila), cu frunze liniare și flori violete sau galbene. În unele regiuni ale țării întâlnim alte specii ca: Iris humilis, în Ardeal, cu o floare mare pe o tulpină scurtă și Iris sintenisii, mai zvelt și care populează stepele din Moldova și partea estică a Câmpiei Române. Deși pârjolită de razele fierbinți ale soarelui, în luna iunie stepa își desfășoară imensa ei trenă de flori. Numeroase neamuri de ciulini (Cirsium , Carduus) și viguroasele candelabre de lumânărică (Verbascum) sunt însoțite de florile alburii ale jaleșului de stepă (Salvia acthiopsis), de tulpinițele zvelte ale linariței (Linaria vulgaris și Linaria dalmatica) și de insulele cenușiu-argintii de pelin de stepă (Artemisia pontica și Artemisia austriaca).

### Fauna
Fauna cuprinde numeroase specii de insecte dintre care cele mai tipice sunt: ortopterele- lăcustele (Tettigonia veridissima), cosașii , greierii grași (Bradyporus montandoni) și călugărița (Mantis religiosa). Dintre Coleoptere amintim scarabeii (Scarabarus affinis) care-și depun ouăle în sfere mici de bălegar, iar ulterior sunt împinse cu picioarele din spate spre locuri adăpostite.
Batracienii sunt reprezentați prin broasca râioasă verde (Bufo viridis) și cele două broaște Pelobates fuscus, comună în toată țara și Pelobates syriacus balcanicus, localizată în Dobrogea.
Broaștele țestoase de uscat sunt reprezentate prin Testudo graeca iber din Dobrogea și Testudo hermanni hermanni din Banat și vestul Olteniei , iar lacertinienii prin șopârlele de stepă (Lacerta taurica și Lacerta agilis chersonensis) și șopârla cu picioare scurte (Ablepharus kitaibelli).
Dintre șerpi putem menționa șarpele dungat (Elaphe quatorlineata sauromates), întâlnit pe lângă casa omului și șarpele săritor (Coluber jugularis caspius), agresiv, iute și bun cățărător.
Păsările de stepă cele mai cunoscute sunt dropia (Otis tarda) și spârcaciul (Otis tetrax), declarate monumente ale naturii, prepelița (Coturnix coturnix), graurul (Sturnus vulgaris), lăcustarul (Sturnus roseus), mare amatoare de lăcuste, cărora li se adaugă ciocârlia (Melanocorypha calandra), dumbrăveanca (Coracias garrulus), fisa de câmp (Anthus copestris) și prigoriile multicolore (Merops apiaster). 
Păsările răpitoare își au și ele reprezentanții lor: șorecarul mare (Buteo rufinus), acvila sudică (Aquila rapax orientalis), șorecarul încălțat (Buteo lagopus) și eretele alb (Circous macrourus).
Așa cum este firesc, mamiferele caracteristice stepei rămân rozătoarele. Cele mai răspândite și vătămătoare sunt popândăul (Citellus citellus) și hârciogul (Cricetus cricetus), a căror arie de răspândire coincide cu arealul agriculturii intensive. Alte rozătoare de stepă sunt grivanul (Mesosocricetus newtoni), șoarecele de câmp (Microtus arvalis), orbetele sau cățelul pământului (Spalex leucodon), în sudul țării și Spalax microphthalmus în părțile de nord, șobolanul de câmp (Aapodemus agrarus), apoi iepurele de câmp (Lepus europaeus), iar în regiunea Iașului, iepurele de vizuină (Oryctogalus caniculus), dihorul de stepă (Mustela eversmanni) și dihorul pătat.